# تاتیانا اوچکینا
تاتیانا اوچکینا (روسی: Татьяна Николаевна Овечкина؛ زادهٔ ۱۹ مارس ۱۹۵۰) بازیکن بسکتبال اهل اتحاد جماهیر شوروی سوسیالیستی بود.
وی همچنین برندهٔ جوایزی همچون نشان دوستی شده‌است.